# U.S. Men's Clay Court Championships 2010 - Qualificazioni singolare
Le qualificazioni del singolare  dell'U.S. Men's Clay Court Championships 2010 sono state un torneo di tennis preliminare per accedere alla fase finale della manifestazione. I vincitori dell'ultimo turno sono entrati di diritto nel tabellone principale. In caso di ritiro di uno o più giocatori aventi diritto a questi sono subentrati i lucky loser, ossia i giocatori che hanno perso nell'ultimo turno ma che avevano una classifica più alta rispetto agli altri partecipanti che avevano comunque perso nel turno finale.
Le qualificazioni del U.S. Men's Clay Court Championships  2010 prevedevano 28 partecipanti di cui 4 sono entrati nel tabellone principale.

## Teste di serie
1. Kevin Anderson (Qualificato)
2. Somdev Devvarman (ultimo turno)
3. Michael Yani (ultimo turno)
4. Paul Capdeville (secondo turno)

1. Ryan Sweeting (Qualificato)
2. Juan-Pablo Brzezicki (primo turno)
3. Alex Kuznetsov (ultimo turno)
4. Greg Jones (secondo turno)

## Qualificati
1. Kevin Anderson
2. Nick Lindahl

1. Ryan Sweeting
2. Conor Niland

## Tabellone

### Legenda
| - Q = Qualificato - WC = Wild card - LL = Lucky loser | - ALT = Alternate - SE = Special Exempt - PR = Protected Ranking | - w/o = Walkover - r = Ritirato - d = Squalificato |

### Sezione 1
|  | Primo turno      | Primo turno      | Primo turno      | Primo turno      | Primo turno |  |  | Secondo turno | Secondo turno   | Secondo turno   | Secondo turno  | Secondo turno |   |   | Ultimo turno | Ultimo turno   | Ultimo turno | Ultimo turno | Ultimo turno |  |
|  |                  |                  |                  |                  |             |  |  |               |                 |                 |                |               |   |   |              |                |              |              |              |  |
|  |                  |                  |                  |                  |             |  |  |               |                 |                 |                |               |   |   |              |                |              |              |              |  |
|  |                  |                  |                  |                  |             |  |  | 1             | Kevin Anderson  | Kevin Anderson  | 6              | 6             |   |   |              |                |              |              |              |  |
|  | John Valenti     | John Valenti     | John Valenti     | John Valenti     | W-O         |  |  |               | John Valenti    | John Valenti    | 0              | 3             |   |   |              |                |              |              |              |  |
|  | Daniel Vallverdu | Daniel Vallverdu | Daniel Vallverdu | Daniel Vallverdu |             |  |  |               |                 |                 |                |               |   |   | 1            | Kevin Anderson | 5            | 6            | 6            |  |
|  | Fritz Wolmarans  | Fritz Wolmarans  | 69               | 7                | 6           |  |  |               |                 | 7               | Alex Kuznetsov | 7             | 3 | 3 |              |                |              |              |              |  |
|  | Haydn Lewis      | Haydn Lewis      | 7                | 612              | 3           |  |  |               | Fritz Wolmarans | Fritz Wolmarans | 4              | 2             |   |   |              |                |              |              |              |  |
|  | 7                | Alex Kuznetsov   | Alex Kuznetsov   | 6                | 7           |  |  | 7             | Alex Kuznetsov  | Alex Kuznetsov  | 6              | 6             |   |   |              |                |              |              |              |  |
|  |                  | Ryan Harrison    | Ryan Harrison    | 0                | 5           |  |  |               |                 |                 |                |               |   |   |              |                |              |              |              |  |

### Sezione 2
|  | Primo turno   | Primo turno   | Primo turno   | Primo turno | Primo turno |  |  | Secondo turno | Secondo turno    | Secondo turno    | Secondo turno | Secondo turno |   |   | Ultimo turno | Ultimo turno     | Ultimo turno     | Ultimo turno | Ultimo turno |  |
|  |               |               |               |             |             |  |  |               |                  |                  |               |               |   |   |              |                  |                  |              |              |  |
|  |               |               |               |             |             |  |  |               |                  |                  |               |               |   |   |              |                  |                  |              |              |  |
|  |               |               |               |             |             |  |  | 2             | Somdev Devvarman | Somdev Devvarman | 6             | 7             |   |   |              |                  |                  |              |              |  |
|  | José de Armas | José de Armas | José de Armas | 6           | 6           |  |  |               | José de Armas    | José de Armas    | 1             | 5             |   |   |              |                  |                  |              |              |  |
|  | Piero Luisi   | Piero Luisi   | Piero Luisi   | 4           | 3           |  |  |               |                  |                  |               |               |   |   | 2            | Somdev Devvarman | Somdev Devvarman | 2            | 63           |  |
|  | Nick Lindahl  | Nick Lindahl  | Nick Lindahl  | 6           | 6           |  |  |               |                  |                  | Nick Lindahl  | Nick Lindahl  | 6 | 7 |              |                  |                  |              |              |  |
|  | Tim Smyczek   | Tim Smyczek   | Tim Smyczek   | 2           | 1           |  |  |               | Nick Lindahl     | Nick Lindahl     | 6             | 6             |   |   |              |                  |                  |              |              |  |
|  | 8             | Greg Jones    | Greg Jones    | 7           | 6           |  |  | 8             | Greg Jones       | Greg Jones       | 0             | 4             |   |   |              |                  |                  |              |              |  |
|  |               | Frank Moser   | Frank Moser   | 64          | 1           |  |  |               |                  |                  |               |               |   |   |              |                  |                  |              |              |  |

### Sezione 3
|  | Primo turno      | Primo turno      | Primo turno      | Primo turno | Primo turno |  |  | Secondo turno | Secondo turno  | Secondo turno  | Secondo turno | Secondo turno |   |   | Ultimo turno | Ultimo turno | Ultimo turno | Ultimo turno | Ultimo turno |  |
|  |                  |                  |                  |             |             |  |  |               |                |                |               |               |   |   |              |              |              |              |              |  |
|  |                  |                  |                  |             |             |  |  |               |                |                |               |               |   |   |              |              |              |              |              |  |
|  |                  |                  |                  |             |             |  |  | 3             | Michael Yani   | Michael Yani   | 6             | 6             |   |   |              |              |              |              |              |  |
|  | Peter Polansky   | Peter Polansky   | Peter Polansky   | 6           | 6           |  |  |               | Peter Polansky | Peter Polansky | 2             | 4             |   |   |              |              |              |              |              |  |
|  | Alessandro Motti | Alessandro Motti | Alessandro Motti | 2           | 3           |  |  |               |                |                |               |               |   |   | 3            | Michael Yani | Michael Yani | 1            | 62           |  |
|  | James Ward       | James Ward       | 3                | 7           | 6           |  |  |               |                | 5              | Ryan Sweeting | Ryan Sweeting | 6 | 7 |              |              |              |              |              |  |
|  | Dušan Vemić      | Dušan Vemić      | 6                | 68          | 4           |  |  |               | James Ward     | James Ward     | 4             | 5             |   |   |              |              |              |              |              |  |
|  | 5                | Ryan Sweeting    | Ryan Sweeting    | 6           | 7           |  |  | 5             | Ryan Sweeting  | Ryan Sweeting  | 6             | 7             |   |   |              |              |              |              |              |  |
|  |                  | Daniel Garza     | Daniel Garza     | 4           | 5           |  |  |               |                |                |               |               |   |   |              |              |              |              |              |  |

### Sezione 4
|  | Primo turno     | Primo turno     | Primo turno     | Primo turno | Primo turno |  |  | Secondo turno  | Secondo turno   | Secondo turno  | Secondo turno  | Secondo turno |   |   | Ultimo turno | Ultimo turno | Ultimo turno | Ultimo turno | Ultimo turno |  |
|  |                 |                 |                 |             |             |  |  |                |                 |                |                |               |   |   |              |              |              |              |              |  |
|  |                 |                 |                 |             |             |  |  |                |                 |                |                |               |   |   |              |              |              |              |              |  |
|  |                 |                 |                 |             |             |  |  | 4              | Paul Capdeville | 1              | 6              | 4             |   |   |              |              |              |              |              |  |
|  | Conor Niland    | Conor Niland    | Conor Niland    | 6           | 6           |  |  |                | Conor Niland    | 6              | 1              | 6             |   |   |              |              |              |              |              |  |
|  | Tiago Fernandes | Tiago Fernandes | Tiago Fernandes | 2           | 1           |  |  |                |                 |                |                |               |   |   | Conor Niland | Conor Niland | 5            | 6            | 7            |  |
|  | Jose Statham    | Jose Statham    | Jose Statham    | 7           | 4           |  |  |                |                 | A Bogomolov Jr | A Bogomolov Jr | 7             | 3 | 5 |              |              |              |              |              |  |
|  | Luka Gregorc    | Luka Gregorc    | Luka Gregorc    | 68          | 3r          |  |  | Jose Statham   | Jose Statham    | Jose Statham   | 5              | 1             |   |   |              |              |              |              |              |  |
|  |                 | A Bogomolov Jr  | A Bogomolov Jr  | 6           | 6           |  |  | A Bogomolov Jr | A Bogomolov Jr  | A Bogomolov Jr | 7              | 6             |   |   |              |              |              |              |              |  |
|  | 6               | J-P Brzezicki   | J-P Brzezicki   | 3           | 3           |  |  |                |                 |                |                |               |   |   |              |              |              |              |              |  |